# ベンジャミン・リー (政治家)
ベンジャミン・B・リー（Benjamin B. Lee）は、アメリカ合衆国の政治家。一般にベン・リー（Ben Lee）として知られた。1998年からホノルル市郡の副市長を務め、ジェレミー・ハリス市長の下で任に就いた。ハリス市長の休職時にはリーが数回に渡って市長代行の役割を務めた。
2002年、ハリス市長はハワイ州知事への立候補を表明した。リーはハリス市長の辞表を受け取り、自身の市長就任への準備を行った。しかしながらハリス市長は州知事選挙を突如離脱し、リーは副市長を継続するに至った。